# (3235) Melchior
(3235) Melchior est un astéroïde de la ceinture principale.

## Description
(3235) Melchior est un astéroïde de la ceinture principale. Il fut découvert le 6 mars 1981 à La Silla par Henri Debehogne et Giovanni de Sanctis. Il présente une orbite caractérisée par un demi-grand axe de 2,68 UA, une excentricité de 0,25 et une inclinaison de 13,5° par rapport à l'écliptique.

## Compléments